# Індоло-Кубанська нафтогазоносна область
Індоло-Кубанська нафтогазоносна область — належить до Південного нафтогазоносного регіону України.  
Включає
- Північно-Булганацьке газове родовище
- Північно-Керченське газове родовище
- Північно-Казантипське газове родовище
- Східно-Казантипське газове родовище
- Владиславівське нафтове родовище
- Південно-Сивашське газоконденсатне родовище
- Семенівське (Білокам'янське) нафтове родовище
- Актаське (Мисове) нафтове родовище
- Мошкарівське нафтове родовище
- Куйбишевське газове родовище
- Олексіївське газове родовище
- Поворотне газове родовище
- Фонтанівське газоконденсатне родовище
- Войківське(Малобабчицьке) нафтове родовище
- Борзівське нафтогазове родовище
- Придорожне газове родовище
- Приозерне нафтове родовище